# Marjorie Wood
Marjorie Wood est une actrice d'origine anglaise, née le 5 septembre 1882 à Londres et morte le 9 novembre 1955 à Hollywood, en Californie. Elle a débuté au théâtre en 1905, puis joué dans des films muets. Elle a commencé à travailler pour la Paramount, puis pour la Metro-Goldwyn-Mayer, à partir de 1939. Elle a de petits rôles dans de nombreux films, mais n'est pas souvent créditée au générique.

## Filmographie
- 1939 : Le Lien sacré (Made for Each Other) de John Cromwell
- 1939 : Femmes (The Women) : Sadie
- 1940 : Pride and Prejudice : Lady Lucas
- 1941 : Down in San Diego : Mrs Burnette
- 1941 : Look Who's Laughing : Mrs Collins
- 1942 : Klondike Fury de William K. Howard : Ellen
- 1942 : Cinquième Colonne (Saboteur)
- 1943 : Plus on est de fous (The More the Merrier)
- 1945 : L'introuvable rentre chez lui (The Thin Man Goes Home)
- 1945 : Escale à Hollywood (Anchors Aweigh) : USO Mother
- 1946 : Boys' Ranch : Mrs Johnstone
- 1946 : Adventure
- 1947 : Le Charlatan (Nightmare Alley) : Mrs Prescott
- 1948 : Jeanne d'Arc : une citadine
- 1949 :  Scandale en première page (That Wonderful Urge)
- 1949 : Madame porte la culotte (Adam's Rib) (1949) : Mrs Marcasson
- 1950 : Les Heures tendres (Two Weeks with Love) (1950) : Mrs Stresemann
- 1950 : Annie, la reine du cirque (Annie Get Your Gun) (1950) : Constance
- 1950 : Ma Vie à moi (A Life of Her Own) (1950) : Desk Clerk
- 1950 : Femmes en cage (Caged) (1950) : une matrone
- 1951 : Show Boat  (comédie musicale) : Landlady
- 1951 : Carnaval au Texas (Texas Carnival) (comédie musicale) : Mme Gaytes
- 1951 : Un fou au volant (Excuse My Dust) de Roy Rowland : Mme Cyrus Random Sr.
- 1951 : La Voleuse d'amour (The Company She Keeps) de John Cromwell : Mme Haley
- 1953 : Sweethearts on Parade : Une femme
- 1953 : Cupidon photographe (I Love Melvin ) : Mme Wermbacher
- 1954 : Donnez-lui une chance (Give a Girl a Break) : Mme Cerette
- 1954 : Les Sept Femmes de Barbe-Rousse (Seven Brides for Seven Brothers)
- 1955 : L'Aventure fantastique (Many Rivers to Cross) : Mme Emmett